# Leptocorticium cyatheae
Leptocorticium cyatheae är en svampart som först beskrevs av S. Ito & S. Imai, och fick sitt nu gällande namn av Hjortstam & Ryvarden 2002. Leptocorticium cyatheae ingår i släktet Leptocorticium och familjen Corticiaceae.   Inga underarter finns listade i Catalogue of Life.